# Lovsånger och andeliga visor
Lovsånger och andeliga visor är en serie av sex utgåvor med ursprunglig titel "Lofsånger och Andeliga Wisor i nådene" av Fredrik Engelke mellan åren 1871-1875 enligt Oscar Lövgrens bok "Sång och psalmlexikon". Psalmerna i de olika utgåvorna har i huvudsak ett herrnhutiskt anslag, med mycket texter om Jesus "blod och sår".
Ur floran av texter har särskilt Bibeltrogna Vänners sångbok 1937 och Guds lov 1935 hämtat ett stort antal texter till sina utgåvor, till exempel följande:

## Lofsånger 1871, första häftet
Ack, hör vilka fröjder nr 6 i Lovsånger och andeliga visor 1877
Du arme pilgrim, fördömd av lagen nr 19 i Lovsånger och andeliga visor 1877
Förlossningsdag, du sälla dag nr 2 i Lovsånger och andeliga visor 1877
Likasom Moses i öknen upphöjde nr 14 i Lovsånger och andeliga visor 1877
Lov vare Herren som för sin' får nr 15 i Lovsånger och andeliga visor 1877
Nu tack och lov, ett nådigt år  nr 7 i Lovsånger och andeliga visor 1877
Vem är det som blodig från Bosra går fram nr 12 i Lovsånger och andeliga visor 1877

## Lofsånger 1872, andra och tredje häftet
Det är fullkomnat, så sade Jesus (tryck i Nordöstra Smålands Missionsblad nr 8, 1871) nr 42 i Lovsånger och andeliga visor 1877
Jesu Krist ömma hjärta nr 33 i Lovsånger och andeliga visor 1877
Lov och pris ske dig, du som köpte mig nr 70 i Lovsånger och andeliga visor 1877
Men ack, hur kort är ändock prövotiden nr 36 i Lovsånger och andeliga visor 1877
Min blodige Jesus, är detta för mig nr 50 i Lovsånger och andeliga visor 1877
O du som bär på syndens börda nr 44 i Lovsånger och andeliga visor 1877
O Jesus, du haver oss löst på en gång nr 29 i Lovsånger och andeliga visor 1877
Om jag förgäter Sion, så säger Herren Gud nr 22 i Lovsånger och andeliga visor 1877
Si blodet och de dyra såren nr 54 i Lovsånger och andeliga visor 1877
Så syndig, usel som jag är nr 68 i Lovsånger och andeliga visor 1877
Vad är det för sår på din' händer nr 24 i Lovsånger och andeliga visor 1877
Vi äro köpta och återlösta nr 76 i Lovsånger och andeliga visor 1877

## Lofsånger 1873, fjärde häftet
Ack, lova Herren, min själ nr 83 i Lovsånger och andeliga visor 1877
Himlarnas Konung, vi bliver du slagen nr 85 i Lovsånger och andeliga visor 1877
Lilla fågel glad, som gungar uppå kvist nr 88 i Lovsånger och andeliga visor 1877

## Lofsånger 1874, femte häftet
Att hava Jesus är bäst ändå nr 101 i Lovsånger och andeliga visor 1877
Eho du är, som mänska heter nr 97 i Lovsånger och andeliga visor 1877
I Jesu blod blott livet är allena nr 102 i Lovsånger och andeliga visor 1877
Vad heter skeppet nr 106 i Lovsånger och andeliga visor 1877
Vid det hjärtat får jag vila nr 109 i Lovsånger och andeliga visor 1877

## Lofsånger 1875, sjätte häftet
Kom till Jesus idag nr 123 i Lovsånger och andeliga visor 1877
O dyre såningsman nr 132 i Lovsånger och andeliga visor 1877
O tänk en gång, när himlens klockor ljuda nr 149 i Lovsånger och andeliga visor 1877
Vad gagnar det att vinna hela världen nr 129 i Lovsånger och andeliga visor 1877
Vår är nu segern, ty Jesus nr 155 i Lovsånger och andeliga visor 1877
Svenska Missionsförbundets sångbok 1894 och 1920 samt den senare Sånger och Psalmer har i huvudsak använt de texter som Engelke skrev efter sin herrnhutiska period, till exempel:
- Gode Herde, samla åter
- Herre, se din lilla skara
- Herre, tag du in mitt sinne
- Sjung en liten sång, det kan mången gång
- Tacken konungarnas Konung
- Tänk, när en gång vi komma hem

### Fotnoter
1. ↑  ”Lovsånger och andeliga visor i nådene” (på engelska). Worldcat. https://www.worldcat.org/title/lovsanger-och-andeliga-visor-i-nadene-col-316-utgifne-af-fr-e-fredrik-engelke/oclc/186900501&referer=brief_results. Läst 17 oktober 2017.